# Belenois antsianaka
Belenois antsianaka is een vlindersoort uit de familie van de Pieridae (witjes), onderfamilie Pierinae.
Belenois antsianaka werd in 1870 beschreven door Ward.